# Réserve naturelle de Fjallabak
La réserve naturelle de Fjallabak, en islandais friðland að Fjallabaki, est une réserve naturelle d'Islande située dans le Sud du pays et englobant le Landmannalaugar et ses alentours. Son nom provient des montagnes fortement ravinées (ravines de Illagil) et entaillées de profondes vallées qui la composent.
Cette région a été engendrée par le volcanisme acide et l'activité géothermique du volcan Torfajökull. Le paysage est marqué par son aspect montagneux, l'importance de activité géothermique, ses champs de lave et ses nombreuses rivières et lacs.
La réserve naturelle de 47 000 hectares de superficie a été créée en 1979.